# Isole Saroniche
Le isole Saroniche o Argo-Saroniche (in greco Νησιά του Αργοσαρωνικού?), dette anche Sporadi Occidentali (in greco Δυτικές Σποράδες?), sono un arcipelago della Grecia, situate nell'omonimo golfo ed in parte attorno alla penisola dell'Argolide.

## Geografia
L'arcipelago è formato da sette isole principali e diverse isole minori. Le isole sono situate principalmente nel golfo Saronico; le isole di Idra e Dokos, situate appena al largo delle coste dell'Argolide, sono spesso incluse nell'arcipelago.
L'isola più grande e popolosa è Salamina che contribuisce con più della metà della popolazione dell'arcipelago. A parte la popolazione locale, le isole sono una popolare destinazione per i turisti provenienti dalla Grecia continentale, collegata con frequenti traghetti dal Peloponneso e dal Pireo.
| Isola    | Area (km²) | Popolazione (2011) |
| -------- | ---------- | ------------------ |
| Salamina | 95         | 38 959             |
| Egina    | 83         | 12 930             |
| Idra     | 50         | 1 951              |
| Poros    | 23         | 3 951              |
| Spetses  | 22         | 3 934              |
| Dokos    | 12,5       | 17                 |
| Angistri | 12         | 1 099              |